# Nessos

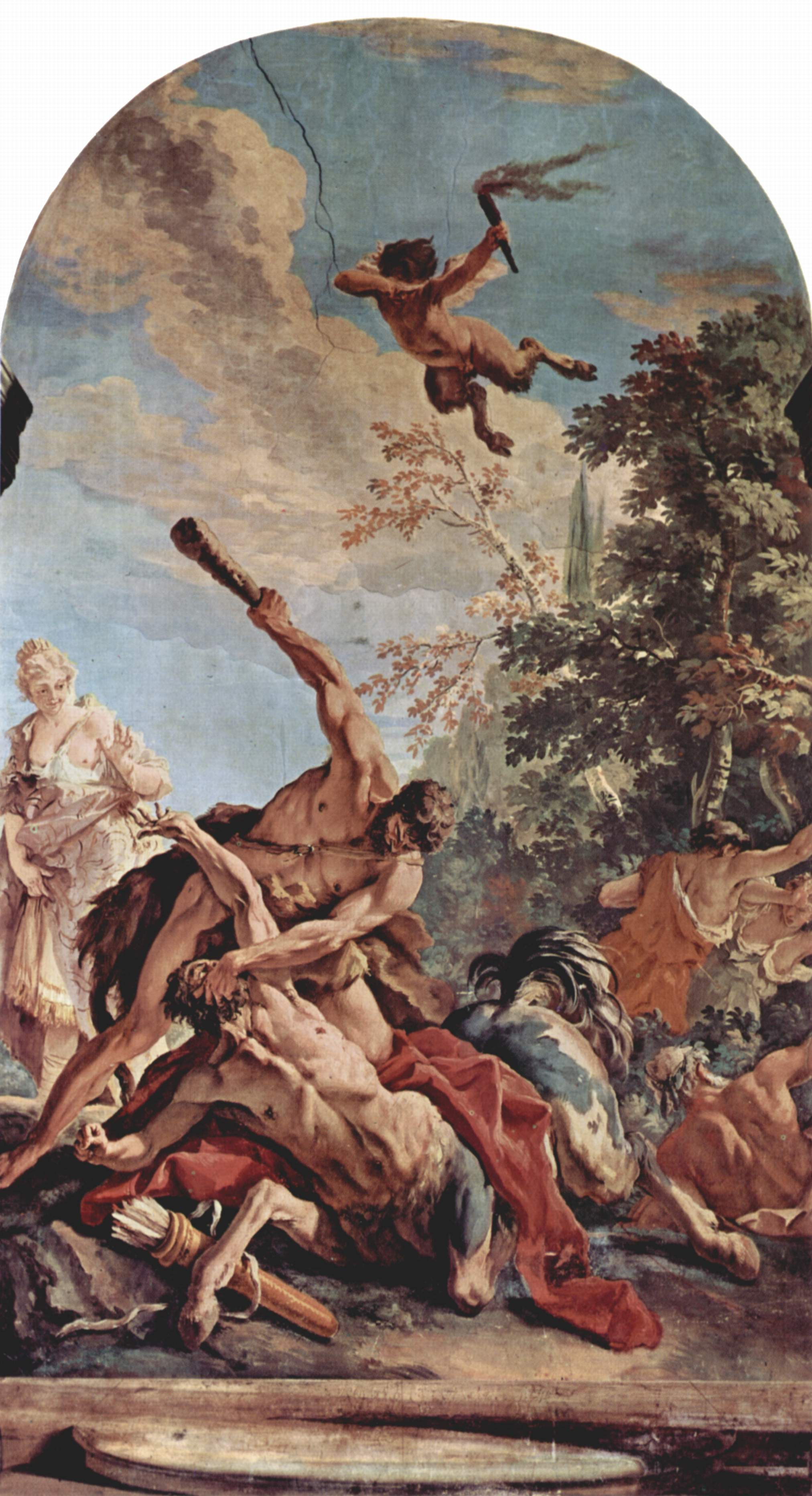
Herkules walczący z Nessosem. Dekoracja z Palazzo Fenzi we Florencji

Nessos (gr. Νέσσος Néssos, łac. Nessus) – w mitologii greckiej jeden z centaurów. Był synem Iksjona i Nefele.

## Życiorys
Uczestniczył w walce przeciw Folosowi i Heraklesowi (jego rzymskim odpowiednikiem jest Herkules). Gdy został wygnany przez herosa, zamieszkał nad brzegiem rzeki Euenos, gdzie trudnił się jako przewoźnik. Tam napotkał kolejny raz Heraklesa, który przeprawiał się razem z Dejanirą przez rzekę. Herakles przepłynął wpław na drugi koniec rzeki, a swoją żonę powierzył przewoźnikowi. Centaur wykorzystał chwilę nieuwagi herosa i próbował porwać Dejanirę, a gdy ta wzywała na pomoc, jej mąż ustrzelił centaura z łuku, do którego strzały były maczane w żółci Hydry lernejskiej. Centaurowi udało się dotrzeć na drugi brzeg rzeki, gdzie umarł. Spragniony zemsty, na chwilę przed śmiercią, zaczął szeptać do Dejaniry, co uszło uwadze Heraklesa. Podarował Dejanirze flakon z własną krwią, zapewniając, że jeśli namoczy ona koszulę męża w płynie, zmusi go do wierności. Według innych podań centaur poradził Dejanirze wziąć próbkę jego krwi. Ta szybko ukryła pod suknią flakonik z krwią centaura i powróciła do męża.
Po latach Dejanira skorzystała z rady centaura, gdy dowiedziała się że ma rywalkę Jole. Nasączyła koszulę krwią i poprzez sługę herosa Lichasa, dostarczyła ją Heraklesowi. Okazało się, że krew była trucizną. Kawałki koszuli przylgnęły do ciała Heraklesa, który za każdym razem, gdy próbował ją zerwać obdzierał się ze skóry. Ostatecznie na własne żądanie został żywcem spalony na stosie. Zrozpaczona Dejanira popełniła samobójstwo.

## Planetoida
Jedna z planetoid obiegających Słońce nosi nazwę (7066) Nessus, od centaura Nessosa.